# Blue Brain Project
Blue Brain Project je pokus vytvořit syntetický mozek savce pomocí tzv. reverzního inženýrství s přesností až na molekuly.
Cíl tohoto projektu, jenž byl založen v roce 2006 institutem École Polytechnique v Lausanne, ve Švýcarsku, je studovat funkční principy a architekturu mozku. Vedoucí projektu je doktor Henry Markram. Použitím superpočítače Blue Gene se softwarem od Michaela Hinese NEURON software, se simulace neskládá pouze z neuronové sítě, ale obsahuje také biologicky realistický neuron. Od projektu se očekává, že eventuálně může objasnit funkci vědomí.
K tomuto projektu se váže mnoho dílčích projektů, například Cajal Blue Brain koordinovaný v Supercomputing and Visualization Center of Madrid (CeSViMa) a jiné, například nezávislými laboratořemi v UK, US a Izraeli.

## Cíle projektu

### Modelování neokortexového sloupce
Prvotní cíl projektu, naplněný v prosinci 2006, byla simulace neokortexového sloupce, jenž může být pokládán za nejmenší funkční jednotku neokortexu (část mozku jež je zodpovědná za vyšší funkce jako je vědomí). Neokortexový sloupec je asi 2 mm vysoký s průměrem 0.5 mm a obsahuje u lidského mozku asi 60000 neuronů; krysí neokortexové sloupce jsou strukturou velmi podobné ale obsahují pouze 10000 neuronů (a 108 synapsí). Mezi lety 1995 a 2005 Markram zkoumal typy neuronů a jejich konexe právě v této základní stavební jednotce neokortexu.

### Kompletní simulace mozku
Konečným ambiciózním plánem celého projektu je funkční simulace fyziologických procesů v lidském mozku: "Není nemožné simulovat lidský mozek a jsme toho schopni do deseti let," řekl Henry Markram, vedoucí projektu, v roce 2009 na konferenci TED v Oxfordu. V interview s BBC World Service řekl: "Jestliže se nám ho podaří sestavit správně, měl by mluvit a mít stejnou inteligenci i chování jako člověk."

## Historie a současný výzkum
V listopadu 2007 byla úspěšně dokončena první fáze projektu. Po dokončení simulace neokortexového sloupce byly zpracovávány vědecké výstupy pro publikaci v odborných časopisech a projekt zamířil k dalšímu cíli, k simulaci na bázi molekulární velikosti, která je potřebná pro simulaci genovou expresi.

### Financování
Projekt je financován především švýcarskou vládou a druhotně granty a dotacemi z privátního sektoru. EPFL koupil Blue Gene za zlevněnou cenu ve fázi, kdy byl stále prototypem a IBM měla zájem na vyzkoušení tohoto počítače.

### Cajal Blue Brain (Španělsko)

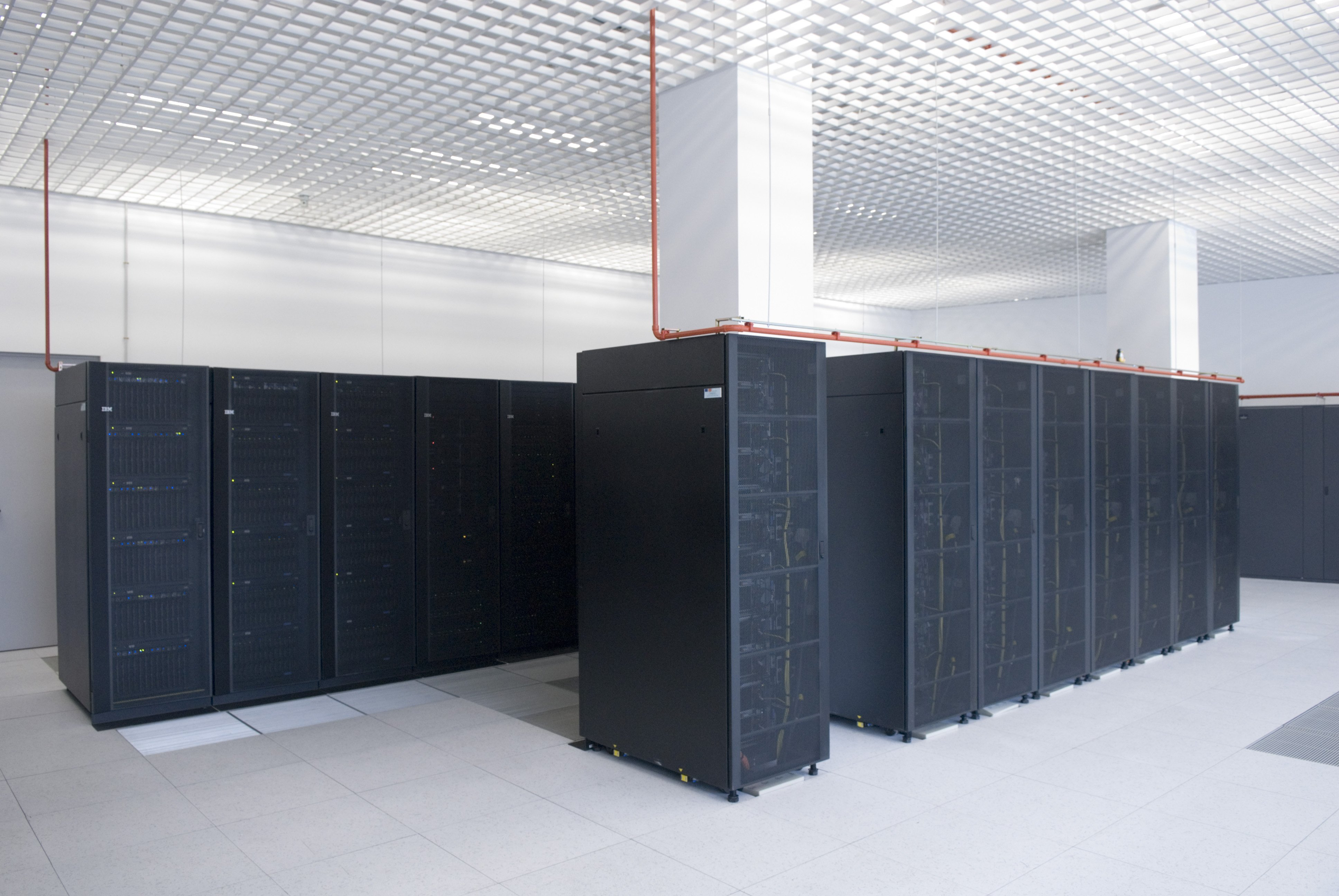
Cajal Blue Brain used Magerit supercomputer (CeSViMa)

Cajal Blue Brain je koordinován Technickou univerzitou v Madridu a používá superpočítač Magerit. Cajal Institut participuje na Blue Brain projektu. Hlavní vývoj je nyní [kdy?]soustředěn na grafickou vizualizaci a přenos dat.